# Бычок-головач
Бычок-головач, или бычок Кесслера (лат. Ponticola kessleri), — вид лучепёрых рыб семейства бычковых. Видовое название дано в честь Карла Фёдоровича Кесслера (1815—1881) — русского зоолога, основателя Петербургского общества естествоиспытателей.

## Описание

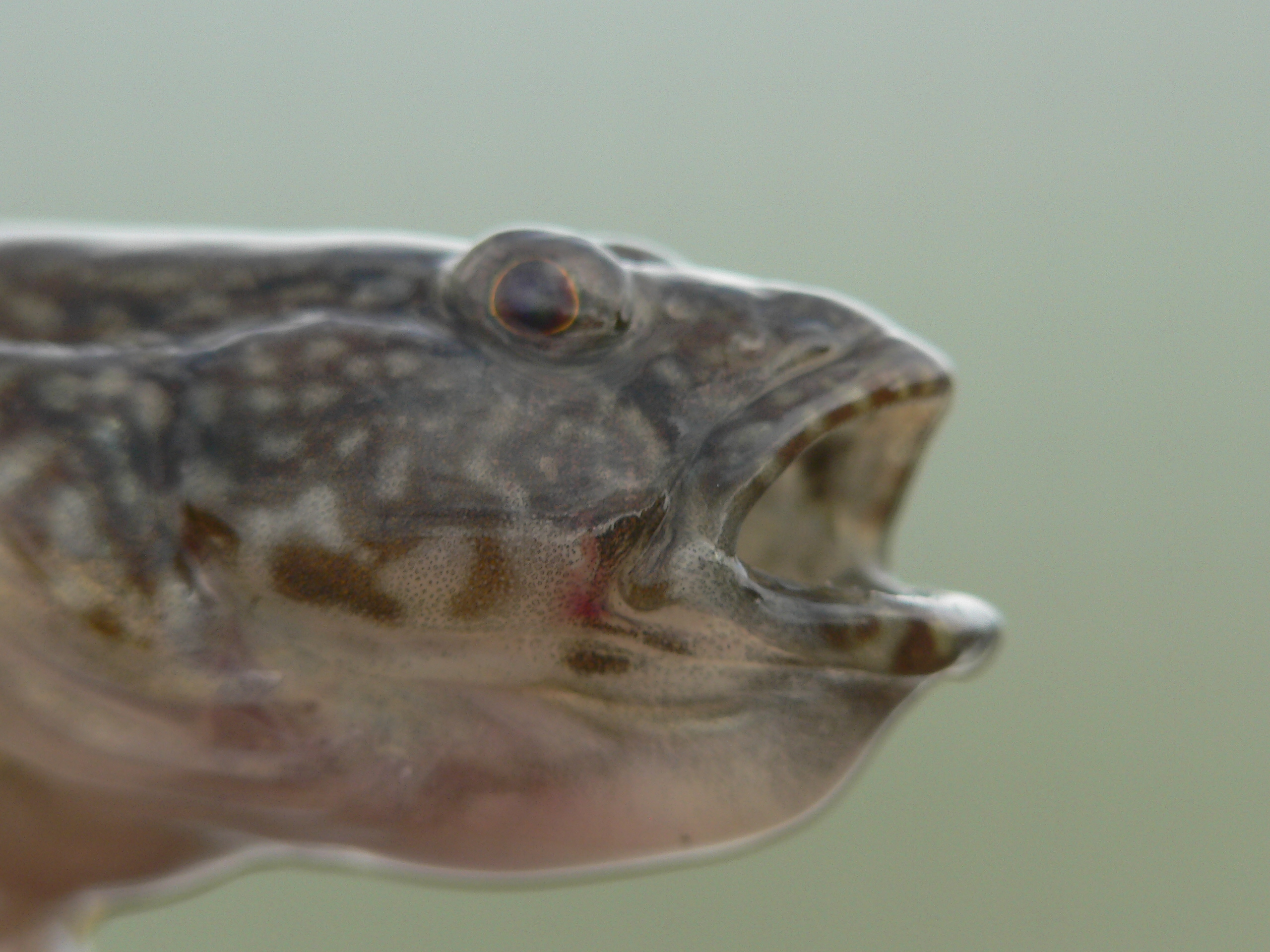
Голова

Наибольшая длина тела самцов до 22 см, самок до 18 см, обычно до 12—18 см. Тело удлиненное, относительно низкое, почти не уплощенное по бокам. Затылок полностью покрыт чешуей, которая покрывает также спину до начала первого спинного плавника, верхнюю часть жаберной крышки, основания грудных плавников и брюхо; грудь спереди голая. Голова несколько уплощенная, достаточно массивная, её ширина больше высоты. Рот большой, нижняя челюсть выступает вперед и несколько расширяется до уголков рта. Брюшной диск обычно не достигает анального отверстия. В первом спинном плавнике 5—7 колючих лучей, а во втором — 1 колючий и 16—19 мягких лучей. Высота лучей во втором спинном плавнике одинакова на всем протяжении и несколько ниже, чем в первом спинном плавнике. В анальном плавнике 1 колючий и 13—16 мягких лучей. У взрослых плавательный пузырь отсутствует. Общий фон окраски довольно изменчив — от красновато-жёлтого или коричневато-жёлтого до темно или буровато-серого, светлый на брюшной стороне. На спине темные, коричневатые «перевязи», на боках темно-коричневые и черные пятна и извилистые продольные полосы, на спинных плавниках три продольные ржавые полосы. Во время размножения самцы темнеют, на первом спинном плавнике появляется довольно широкая светло-желтая полоса.

## Ареал
Ареал вида охватывает лиманы северо-западной части Чёрного моря, побережья Болгарии, а именно в прибрежных озёрах Мандренском, Бургасском, Варненском, Белославском. В Дунае естественный ареал этого вида достигает Видин, является обычным видом в озёрах дельты Дуная. Обитает в реках Днестр до Каменец-Подольского, также в реке Збруч и Быстрица, Южный Буг выше порогов; в Днепре до Днепропетровска.
С 1996 года отмечен как вид-вселенец в словацкой части Дуная и к 2004 году этот вид стал одним из самых распространенных здесь видов бычков. В бассейне Дуная этот вид как вселенец отмечается также в реке Тиса. В верхнем Дунае был отмечен на австрийских и немецких участках до города Штраубинг. В течение 2000—2002 годов этот вид был найден в маленьких ручьях черноморского побережья восточной Турции. Начиная с марта 2009 года регистрируется в бассейне Северного моря в реке Вааль (Нидерланды). На немецком участке нижнего Рейна, между городами Кельн и Рес, этот вид в 2009 году составил 52 % в отлове бычков. В 2011 году ареал этого вида охватил бассейн Рейна на границе Германии с Францией и Швейцарией, а также французскую часть реки Мозель.
В бассейне Чёрного моря отмечен только в бассейне северо-западной части моря, в низовьях Дуная и в придунайских озёрах (Китай, Катлабух, Ялпух, Кагул и др.), в Днестре до впадения Збруча и Быстрицы, на опресненных участках Одесского залива, в Березанском и Днепровско-Бугском лиманах, в Южном Буге и в некоторых его притоках (Синюха), в Днепре, где распространился вплоть до Киевского водохранилища. В Крыму впервые был обнаружен в 2007 году в низовьях реки Альма.

## Биология
Биология изучена недостаточно. Пресноводно-слабосолоноводная донная жилая рыба прибрежной зоны пресноводных водоемов (нижние течения рек, частично и их верхние участки), очень опресненных речных лиманов и участков моря и т. д., живущая при солености воды от 0-0,5 до 1,5-2,0 (3,0) ‰. Обычно держится мест с заметным течением и каменистым, плотным илистым, глинистым или песчаным грунтом. Половой зрелости достигает при длине тела 8,4 см, массе 17 г в возрасте двух лет. Размножение в апреле-мае. Плодовитость 150—1500 икринок. Нерест происходит на мелководьях прибрежной зоны с плотным каменистым или песчаным грунтом, где самцы устраивают гнезда под камнями, створками моллюсков и другими донными предметами и активно их охраняют. Питается червями, моллюсками, личинка насекомых и мелкой рыбой.

## Паразиты
В Днестровском лимане бычок является носителем таких паразитов, как трематоды Nicolla skrjabini и личинки нематод Eustrongylides excisus. В среднем течении Дуная у этого вида отмечено 33 вида паразитов, включая акантоцефалы Pomphorhynchus laevis, глохидии моллюсков Anadonta anatina и нематоды Raphidascaris acus. Также он отмечен как носитель личинок инвазивной дальневосточной нематоды Anguillicoloides crassus.
В австрийском секторе Дуная отмечено только 5 видов паразитов. Среди них инфузории Trichodina sp., паразитические ракообразные Ergasilus sieboldi, трематоды Diplostomum sp. и Nicolla skrjabini, а также акантоцефал Acanthocephalus lucii.